# Bradley International Airport

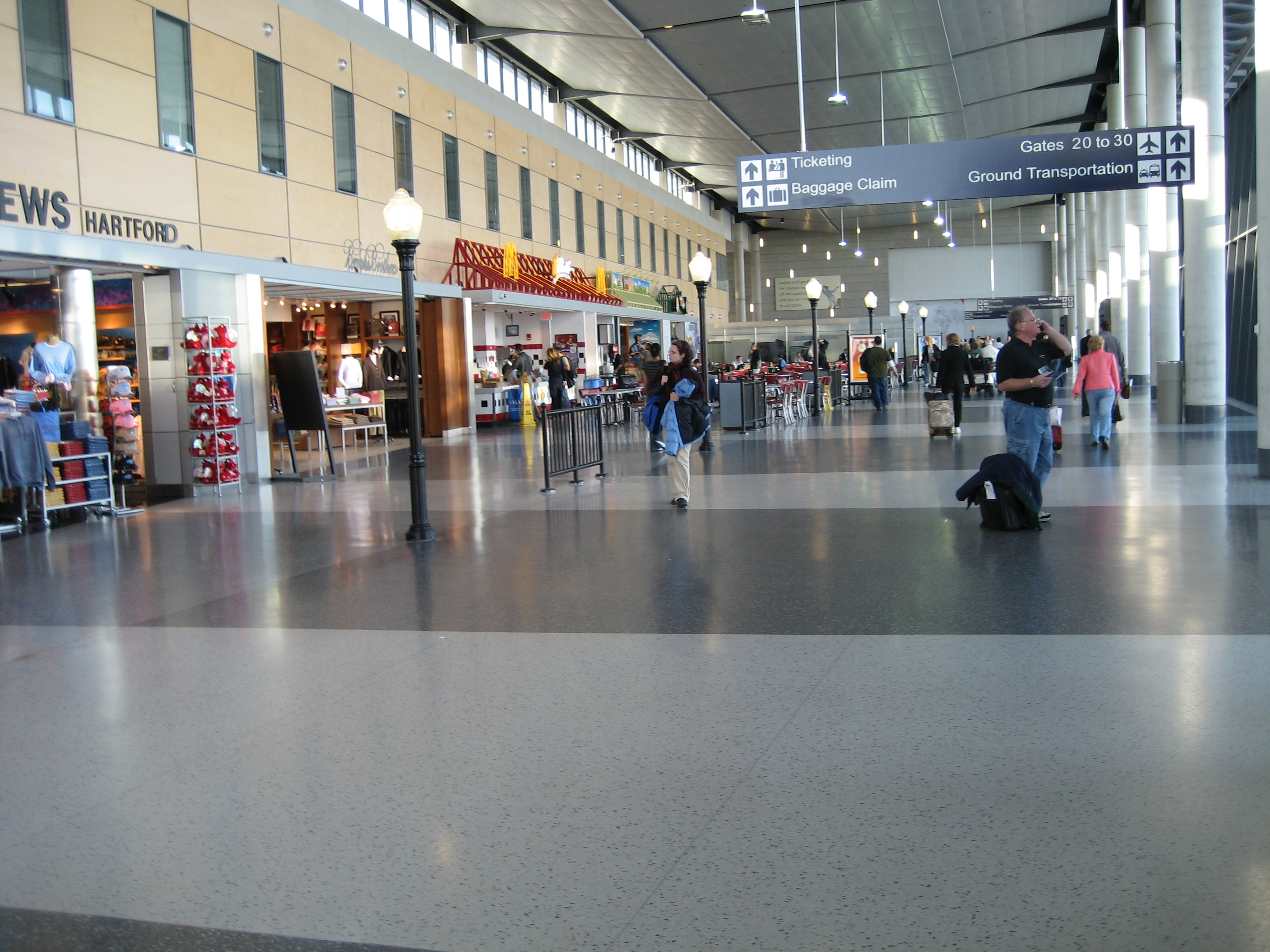
Bradley International Airport

Bradley International Airport (IATA: BDL, ICAO: KBDL, FAA LID: BDL) är en internationell flygplats belägen i Windsor Locks, Connecticut, i Connecticutflodens dalgång, ca 25 kilometer norr om huvudstaden Hartford i Connecticut och ca 33 kilometer söder om Springfield, Massachusetts. Flygplatsen förkortas BDL.
Namnet är givet efter löjtnant Eugene M. Bradley som dödsstörtade här i augusti 1941, då flygplatsen tillhörde armén.